# Інваріант (фізика)
| Симетрія у фізиці            | Симетрія у фізиці                 | Симетрія у фізиці            |
| Перетворення                 | Відповідна інваріантність         | Відповідний закон збереження |
| ---------------------------- | --------------------------------- | ---------------------------- |
| ⭥Трансляції часу             | Однорідність часу                 | …енергії                     |
| ⊠ C, P, CP і T-симетрії      | Ізотропність часу                 | …парності                    |
| ⭤ Трансляції простору        | Однорідність простору             | …імпульсу                    |
| ↺ Обертання простору         | Ізотропність простору             | …моменту імпульсу            |
| ⇆ Група Лоренца (бусти)      | Відносність Лоренц-коваріантність | …руху центра мас             |
| ~ Калібрувальне перетворення | Калібрувальна інваріантність      | …заряду                      |

 Інваріант  у фізиці — фізична величина, значення якої в деякому фізичному процесі не змінюється з плином часу. Приклади: енергія, компоненти імпульсу та моменту імпульсу в замкнутих системах. 
Також інваріантами  називають величини, незалежні від умов спостереження, особливо — від системи відліку — наприклад інтервал у теорії відносності інваріантний в цьому сенсі. Проміжок часу між двома подіями, а також відстань між ними (місцями подій) для спостерігачів, що рухаються в різних напрямках з різними швидкостями, будуть різними, проте інтервал між цими подіями для всіх спостерігачів буде один. До цієї ж категорії належать, наприклад швидкість світла у вакуумі. Такі величини, залежно від класу систем відліку, при переході між якими зберігається інваріантність цієї величини, називають Лоренц-інваріантними (інваріантами групи Лоренца) або інваріантами групи загальнокоординатних перетворень (розглянутими в загальній теорії відносності); для ньютонівської фізики може мати сенс також розгляд інваріантності щодо перетворень Галілея (інваріантними відносно таких перетворень є компоненти прискорення та сили). 
Поняття інваріантності (інваріантів) у фізиці перебуває в руслі прийнятого в математиці поняття «інваріант перетворень (групи перетворень) » (тієї чи іншої конкретної групи перетворень — зсувів часу, перетворень Лоренца тощо).